# Elena Halangk
Elena Halangk (* 1977 in Löbau, Kreis Löbau) ist eine deutsche Schauspielerin und Model.

## Leben
Elena Halangk wuchs als Tochter einer Veterinärtechnikerin und eines Tischlers in der Oberlausitz auf. Sie besuchte die Kinder- und Jugendsportschule in Leipzig und betrieb den Leistungssport Rhythmische Sportgymnastik, über den sie auch zum Modeln kam. Halangk modelte bereits zu Schulzeiten, wo sie mit getanzten Modenschauen begann, und war nach ihrem Abitur insgesamt 6 Jahre selbstständig in der Model-Branche aktiv.
Von 2012 bis 2015 nahm sie privaten Schauspielunterricht. Zu ihren Lehrern gehörten u. a. die Schauspieler Hilde Brand und Thomas Höhne. Später besuchte sie verschiedene Seminare, Workshops und Fortbildungen für Film- und Synchrondarsteller, u. a. am The Art of Acting Studio in Los Angeles, in Berlin, an der Theaterschule Frankfurt (Meisner-Technik bei Hendrik Martz) und in München.
Halangk steht seit 2014 hauptsächlich für Werbe- und Imagefilme, Kurzfilme und Kurzspielfilme vor der Kamera. Sie wirkte auch in einigen TV-Produktionen mit. In dem von ihr produzierten Kurzfilm Ex & Hopp, der im April 2016 im Bunkermuseum Frauenwald im Thüringer Wald gedreht wurde, spielte sie neben Patrick Gräser die Hauptrolle einer Agentin.
Im RTL-Scripted-Reality-Format Anwälte & Detektive – Sie kämpfen für Dich! (2015), ein Spin-off der ebenfalls auf RTL ausgestrahlten Fernsehsendung Verdachtsfälle, war sie in insgesamt 80 Folgen in einer der Hauptrollen als Anwältin zu sehen.
In der Webserie Country Girls, die auf dem von ARD und ZDF installierten Online-Medienangebot funk ausgestrahlt wurde, hatte sie, an der Seite von Lea Freund und Dieter Bach, eine durchgehende Serienrolle als Annas Mutter Kirsten. In der 6. Staffel der ZDF-Serie Ein Fall für zwei (2019) übernahm sie eine der Episodenrollen als tatverdächtige Zeugin und Einbruchsopfer.
In dem 2018 gedrehten und 2020 veröffentlichten Thriller Arboretum (Regie: Julian Richberg) ist sie in einer Mutterrolle neben den Jungschauspielern Oskar Bökelmann und Niklas Doddo zu sehen.
Halangk lebt im Großraum Frankfurt am Main.

## Filmografie (Auswahl)
- 2016: Ex & Hopp (Kurzfilm; Hauptrolle, Produktion)
- 2017–2018: Country Girls (Webserie, Serienrolle)
- 2019: Ein Fall für zwei: Freigänger (Fernsehserie, Nebenrolle, eine Folge)
- 2020: Arboretum (Spielfilm, Nebenrolle)
- 2020: Emmy & Christin (Webserie, Hauptrolle)
- 2020: Alles was zählt (Fernsehserie, Nebenrolle, zwei Folgen)
- 2023: Tatort: Aus dem Dunkel (Fernsehreihe)